# 아타

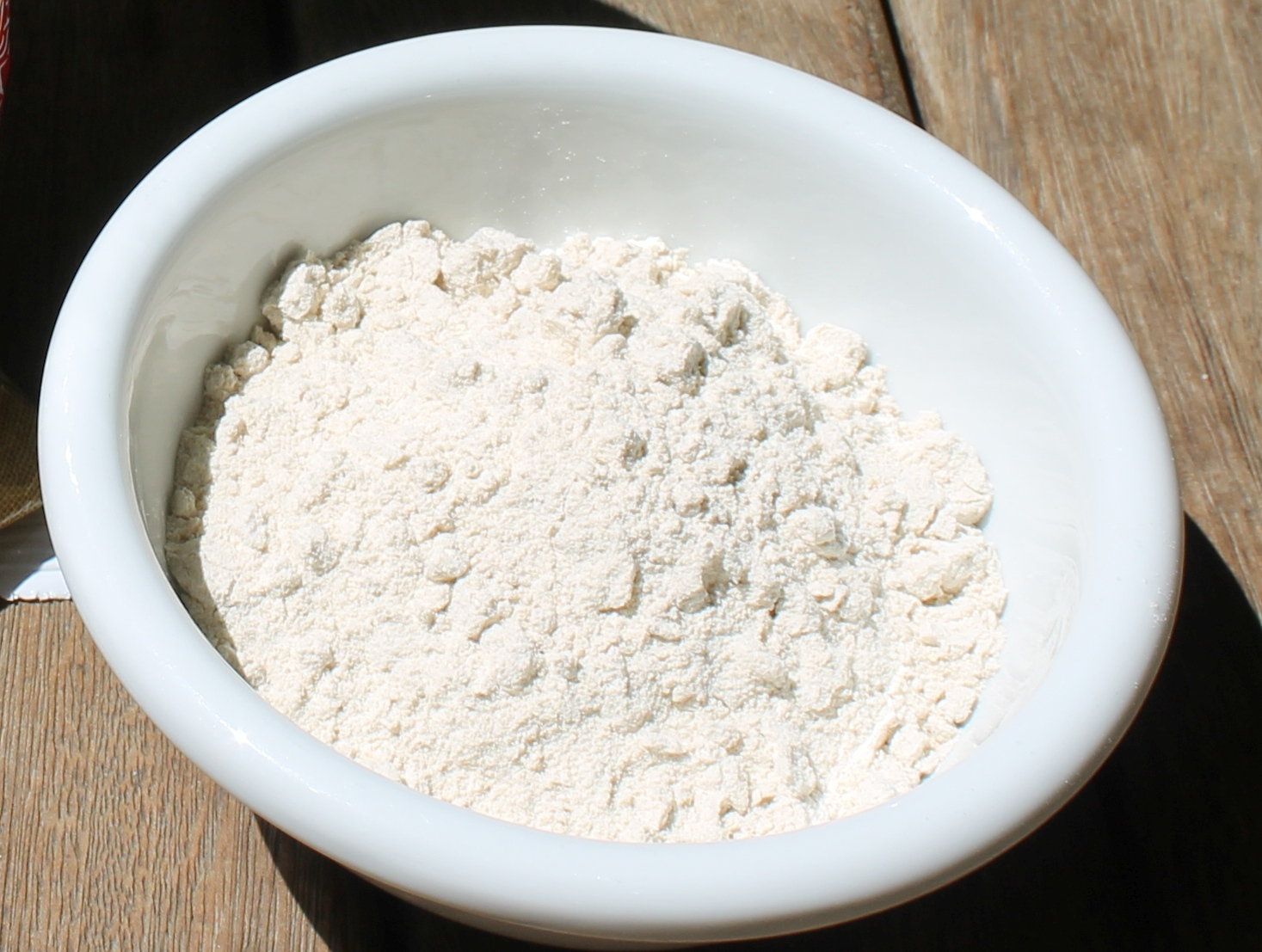
아타

아타(힌디어: आटा)는 남아시아의 통밀가루이다. 단백질의 함량이 높은 굳은밀(경질밀)로 만들어 끈기가 많은 강력분의 일종으로, 로티나 난 등 납작빵을 만드는 데 쓰인다.

## 사진 갤러리

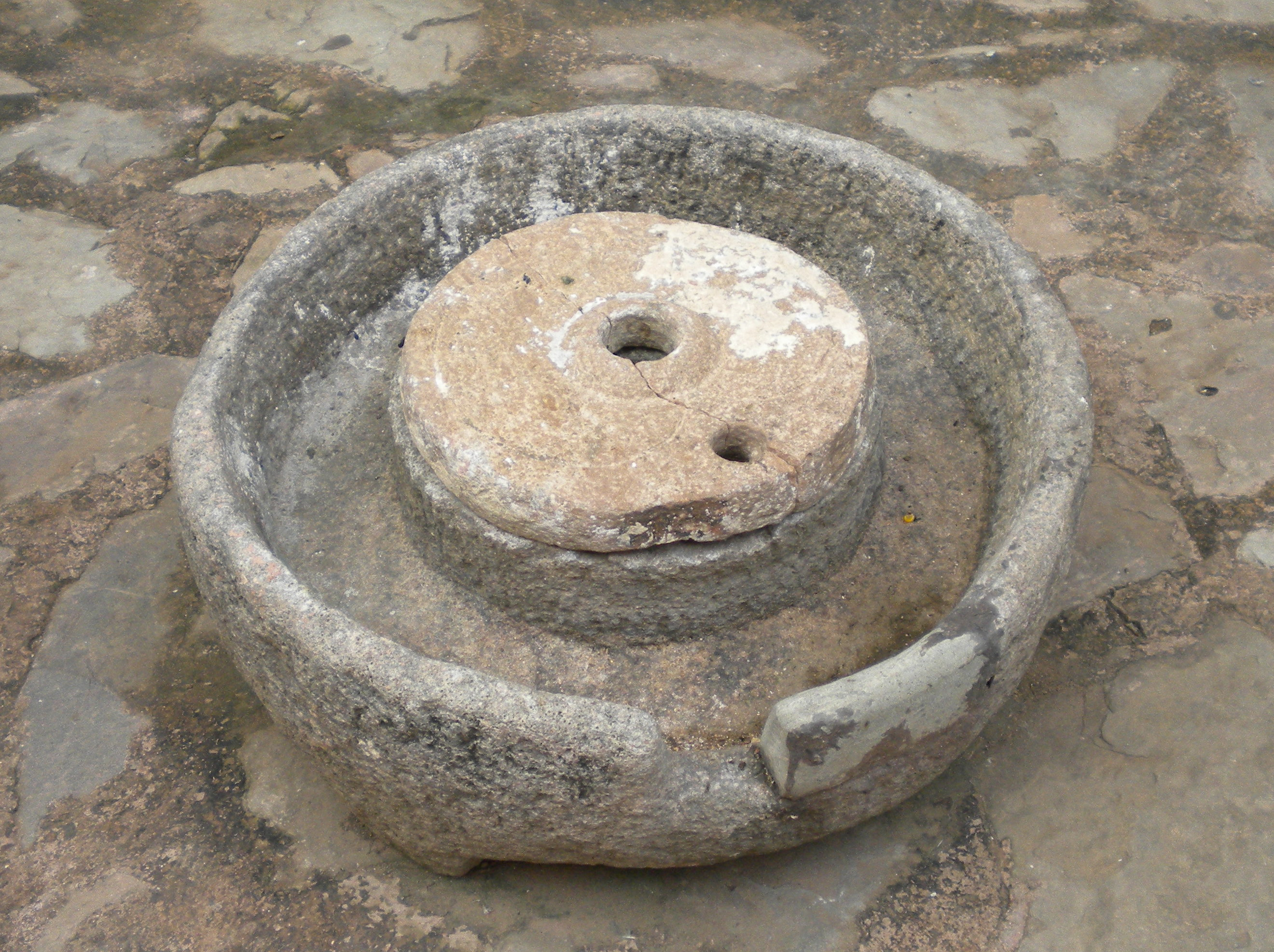
아타를 만드는 데 쓰이는 차키(전통 맷돌)
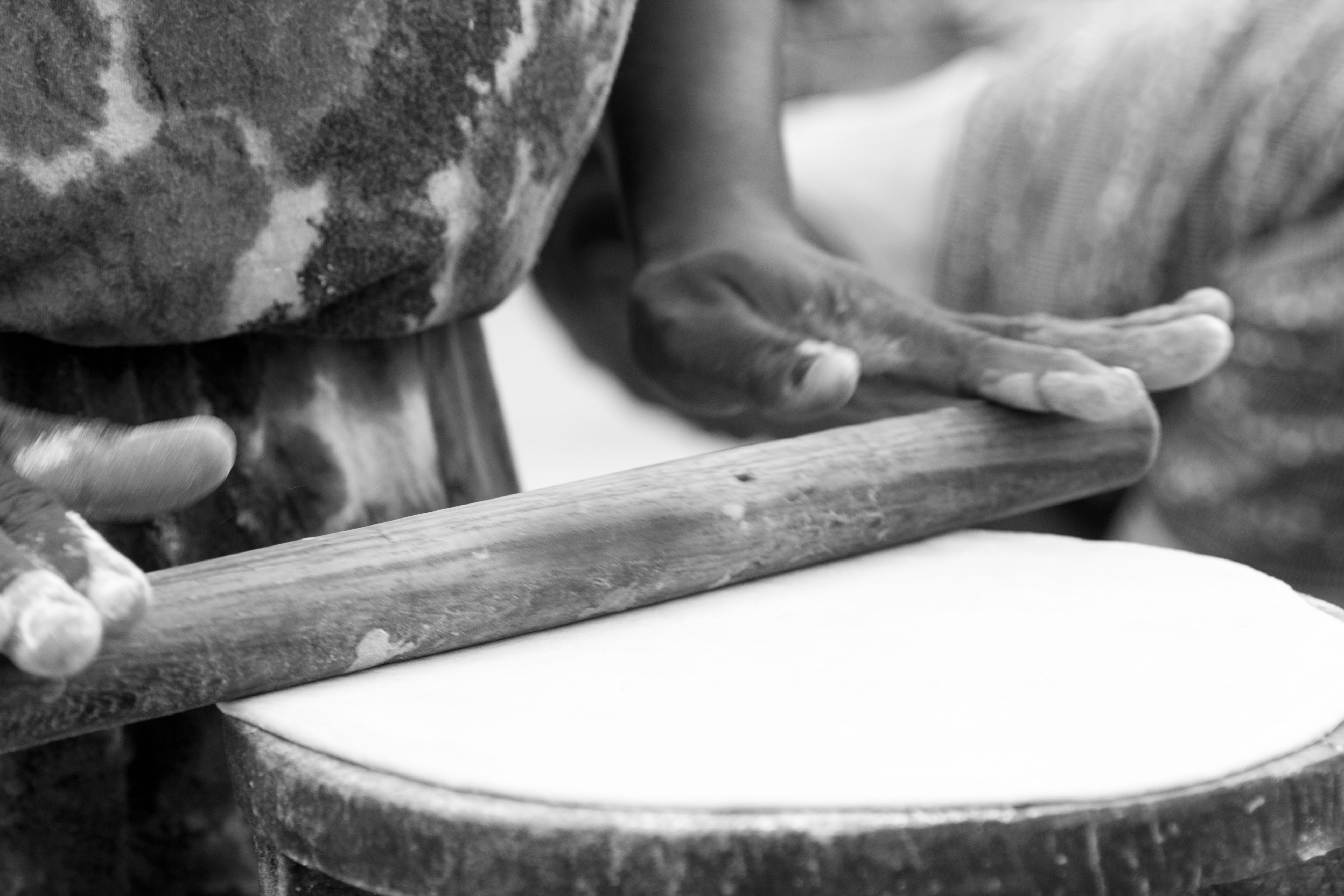
아타로 만든 차파티 반죽

## 같이 보기
- 마이다
- 베산